# Развој светског рекорда на 60 метара са препонама за жене
У трци на 60 метара са препонама ИААФ је до 31. 1. 2018. године ратификовала 5 светских рекорда у женској конкуренцији.

## Рекорди мерени ручно 1930–1990.
| Ручно           | Атлетичарка         | Земља            | Место                           | Датум              |
| --------------- | ------------------- | ---------------- | ------------------------------- | ------------------ |
| препона 76,2 цм |                     |                  |                                 |                    |
| 9,3             | Рут Бекер           | Немачка          | Франкфурт на Мајни, Немачка     | 8. март 1930.      |
| 8,9             | Едит Бол            | Велика Британија | Вембли, Уједињено Краљевство    | 21. март 1936.     |
| 8,6             | Барбара Берк        | Велика Британија | Вембли, Уједињено Краљевство    | 10. април 1937.    |
| 8,4             | Hilde Schreyer      | Источна Немачка  | Источни Берлин, Немачка         | март 1951.         |
| 8,4             | Ерика Фиш           | Западна Немачка  | Штутгарт, Западна Немачка       | 11. март 1961.     |
| 8,4             | Ерика Фиш           | Западна Немачка  | Штутгарт, Западна Немачка       | 11. март 1961.     |
| 8,4             | Ерика Фиш           | Западна Немачка  | Штутгарт, Западна Немачка       | 11. март 1961.     |
| 8,4             | Ерика Фиш           | Западна Немачка  | Штутгарт, Западна Немачка       | 22. март 1963.     |
| 8,4             | Ерика Фиш           | Западна Немачка  | Штутгарт, Западна Немачка       | 23. март 1963.     |
| 8,4             | Алена Столзова      | Чехословачка     | Праг, Чехословачка              | 24. април 1963.    |
| 8,3             | Марија Понтковска   | Пољска           | Штутгарт, Западна Немачка       | 14. фебруар 1964.  |
| 8,2             | Марија Понтковска   | Пољска           | Штутгарт, Западна Немачка       | 14. фебруар 1964.  |
| 8,0             | Карин Балцер        | Источна Немачка  | Варшава, Пољска                 | 22. фебруар 1964.  |
| препона 83,8 цм |                     |                  |                                 |                    |
| 9,2             | Ширли Клеланд       | Велика Британија | Cosford, Уједињено Краљевство   | 16. новембар 1968. |
| 9,2             | Линда Курвен        | Велика Британија | Cosford, Уједињено Краљевство   | 16. новембар 1968. |
| 9,2             | Joanna Lightowler   | Велика Британија | Cosford, Уједињено Краљевство   | 16. новембар 1968. |
| 9,2             | Су Турпин           | Велика Британија | Cosford, Уједињено Краљевство   | 16. новембар 1968. |
| 9,0             | Линда Курвен        | Велика Британија | Cosford, Уједињено Краљевство   | 7. децембар 1968.  |
| 8,7             | Кристина Перера     | Велика Британија | Cosford, Уједињено Краљевство   | 7. децембар 1968.  |
| 8,7             | Кристина Перера     | Велика Британија | Cosford, Уједињено Краљевство   | 1. фебруар 1969.   |
| 8,7             | Сузан Скот          | Велика Британија | Cosford, Уједињено Краљевство   | 1. фебруар 1969.   |
| 8,6             | Кристина Перера     | Велика Британија | Cosford, Уједињено Краљевство   | 1. фебруар 1969.   |
| 8,5             | Снежана Јурукова    | Бугарска         | Софија, Бугарска                | 9. фебруар 1969.   |
| 8,5             | Снежана Јурукова    | Бугарска         | Софија, Бугарска                | 31. јануар 1970.   |
| 8,5             | Мери Питерс         | Велика Британија | Cosford, Уједињено Краљевство   | 31. јануар 1970.   |
| 8,5             | Иванка Кошничарска  | Бугарска         | Софија, Бугарска                | 14. фебруар 1970.  |
| 8,5             | Милена Пјацкова     | Чехословачка     | Jablonec, Чехословачка          | 21. фебруар 1970.  |
| 8,4             | Валерија Буфану     | Румунија         | Софија, Бугарска                | 21. фебруар 1970.  |
| 8,2             | Карин Балцер        | Источна Немачка  | Cosford, Уједињено Краљевство   | 21. фебруар 1970.  |
| 8,0             | Хајде Росендал      | Западна Немачка  | Западни Берлин, Западна Немачка | 4. децембар 1970.  |
| 8,0             | Карин Балцер        | Источна Немачка  | Хале, Источна Немачка           | 3. фебруар 1971.   |
| 8,0             | Валерија Буфану     | Румунија         | Букурешт, Румунија              | 11. фебруар 1973.  |
| 8,0             | Валерија Буфану     | Румунија         | Букурешт, Румунија              | 25. фебруар 1973.  |
| 7,9             | Валерија Буфану     | Румунија         | Букурешт, Румунија              | 25. фебруар 1973.  |
| 7,9             | Гражина Рабштин     | Пољска           | Варшава, Пољска                 | 10. фебруар 1974.  |
| 7,9             | Љубов Кононова      | Совјетски Савез  | Москва, Совјетски Савез         | 25. јануар 1976.   |
| 7,9             | Наталија Лебедева   | Совјетски Савез  | Минхен, Западна Немачка         | 14. фебруар 1976.  |
| 7,7             | Татјана Маљуванетс  | Совјетски Савез  | Кијев, Совјетски Савез          | 3. фебруар 1984.   |
| 7,7             | Надежда Коршунова   | Совјетски Савез  | Кијев, Совјетски Савез          | 2. фебруар 1985.   |
| 7,7             | Надежда Коршунова   | Совјетски Савез  | Минск, Совјетски Савез          | 19. јануар 1986.   |
| 7,6             | Јорданка Донкова    | Бугарска         | Волгоград, Русија               | 8. фебруар 1987.   |
| 7,4             | Људмила Нарожиленко | Совјетски Савез  | Кишињев, Совјетски Савез        | 27. јануар 1990.   |

## Рекорди мерени електронски од 1970.
Рекорди ратификовани од ИААФ-а
| Време | Атлетичарка         | Земља           | Место                         | Датум             | Трајање                       |
| ----- | ------------------- | --------------- | ----------------------------- | ----------------- | ----------------------------- |
| 8,3   | Карин Балцер        | Источна Немачка | Беч, Аустрија                 | 14. март 1970.    | 0 дана                        |
| 8,2   | Лиа Китрина         | Совјетски Савез | Беч, Аустрија                 | 14. март 1970.    | 1 година                      |
| 8,2   | Карин Балцер        | Источна Немачка | Беч, Аустрија                 | 15. фебруар 1970. | 1 година                      |
| 8,2   | Лиа Китрина         | Совјетски Савез | Беч, Аустрија                 | 15. март 1970.    | 1 година                      |
| 8,2   | Карин Балцер        | Источна Немачка | Софија, Западна Немачка       | 13. март 1971.    | 1 година                      |
| 8,2   | Анели Ерхарт        | Западна Немачка | Софија, Западна Немачка       | 13. март 1971.    | 1 година                      |
| 8,2   | Анели Ерхарт        | Западна Немачка | Софија, Западна Немачка       | 13. март 1971.    | 1 година                      |
| 8,1   | Карин Балцер        | Источна Немачка | Софија, Бугарска              | 14. март 1971.    | 11 месеци и 12 дана           |
| 8,1   | Анели Ерхарт        | Западна Немачка | Софија, Бугарска              | 14. март 1971.    | 11 месеци и 12 дана           |
| 8,33  | Маргит Бах          | Западна Немачка | Штутгарт, Западна Немачка     | 26. фебруар 1972. | 0 дана                        |
| 8,29  | Маргит Бах          | Западна Немачка | Штутгарт, Западна Немачка     | 26. фебруар 1972. | 11 месеци и 29 дана           |
| 8,23  | Анели Ерхарт        | Источна Немачка | Зенфтенберг, Источна Немачка  | 24. фебруар 1973. | 0 дана                        |
| 8,23  | Анели Ерхарт        | Источна Немачка | Зенфтенберг, Источна Немачка  | 24. фебруар 1973. | 0 дана                        |
| 8,19  | Анели Ерхарт        | Источна Немачка | Зенфтенберг, Источна Немачка  | 24. фебруар 1973. | 14 дана                       |
| 8,06  | Анели Ерхарт        | Источна Немачка | Ротердам, Холандија           | 10. март 1973.    | 0 дана                        |
| 8,02  | Анели Ерхарт        | Источна Немачка | Ротердам, Холандија           | 10. март 1973.    | 11 месеци и 27 дана           |
| 7,90  | Анели Ерхарт        | Источна Немачка | Ротердам, Холандија           | 9. март 1974.     | 4 године, 10 месеци и 29 дана |
| 7,86  | Гражина Рабштин     | Пољска          | Забже, Пољска                 | 7. фебруар 1979.  | 1 година и 9 дана             |
| 7.84  | Гражина Рабштин     | Пољска          | Забже, Пољска                 | 16. фебруар 1980. | 14 дана                       |
| 7,77  | Зофија Биелчик      | Пољска          | Зинделфинген, Западна Немачка | 1. март 1980.     | 3 године и 4 дана             |
| 7,75  | Бетине Јан          | Источна Немачка | Будимпешта, Мађарска          | 5. март 1983.     | 3 године, 11 месеци и 9 дана  |
| 7,74  | Јорданка Донкова    | Бугарска        | Софија, Бугарска              | 14. фебруар 1987. | 2 године и 11 дана            |
| 7,73  | Корнелија Ошкенат   | Источна Немачка | Беч, Аустрија                 | 25. фебруар 1989. | 11 месеци и 10 дана           |
| 7,71  | Људмила Нарожиленко | Совјетски Савез | Чељабинск, Совјетски Савез    | 4. фебруар 1990.  | 0 дана                        |
| 7,69  | Људмила Нарожиленко | Совјетски Савез | Чељабинск, Совјетски Савез    | 4. фебруар 1990.  | 18 година и 6 дана            |
| 7,68  | Сузана Калур        | Шведска         | Карлсруе, Немачка             | 10. фебруар 2008. | 17 година и 105 дана          |